# La Nerthe
La Nerthe ist ein Weiler bei L’Estaque und gehört zum 16. Arrondissement der südfranzösischen Stadt Marseille im Département Bouches-du-Rhône.
Der Ort liegt inmitten der Chaîne de l’Estaque. Diese wird nach dem Ort auch Chaîne de la Nerthe genannt. Der Weiler entstand aus einer mittelalterlichen Siedlung. Dieser war befestigt und zu ihr gehörte vermutlich eine Burg. Gegen Mitte des 19. Jahrhunderts entstand eine Zementfabrik, wodurch der Ort nach und nach wieder besiedelt wurde. Durch den Bau der Eisenbahnstrecke von Avignon nach Marseille zur selben Zeit wurde diese Entwicklung gefördert. 1886 bestand der Ort aus acht besiedelten Häusern. Ab 1913 wurde die Zementfabrik von der Société Coloniale des Chaux et Ciments de Portland de Marseille modernisiert. Sie ist heute noch in Betrieb.